# Гравелона Ломелина
Гравелона Ломелина (итал. Gravellona Lomellina) је насеље у Италији у округу Павија, региону Ломбардија.
Према процени из 2011. у насељу је живело 2415 становника. Насеље се налази на надморској висини од 115 м.

## Становништво
| 1931. | 1936. | 1951. | 1961. | 1971. | 1981. | 1991. | 2001. | 2011. |
| ----- | ----- | ----- | ----- | ----- | ----- | ----- | ----- | ----- |
| 2.691 | 2.672 | 2.749 | 2.658 | 2.128 | 2.011 | 1.994 | 2.173 | 1.991 |